# Arthur Kool
Arthur Kool (Maastricht, 21 februari 1841 – 's-Gravenhage, 24 maart 1914) was een Nederlands militair en politicus.

## Levensloop
Arthur Kool werd te Maastricht geboren als oudste van vier kinderen van de civiel ingenieur Johan Arthur Kool (1816-1873) en Cornelia Johanna van der Hoeven (1819-1856). Zijn vader was aanvankelijk militair ingenieur, na 1854 civiel ingenieur. Hij was hoofdingenieur van de Aken-Maastrichtsche Spoorweg-Maatschappij en ontwierp te Maastricht de spoorbrug over de Maas. Zijn moeder overleed op 37-jarige leeftijd, waarna zijn vader met vier onvolwassen kinderen achterbleef. In navolging van zijn vader en grootvader, luitenant-kolonel Aart Kool (1787-1862), koos de jonge Arthur Kool voor een militaire loopbaan, evenals zijn jongere broer, de latere luitenant-generaal b.d. Pieter Cornelis Kool (1842-1920).
Kool was tweemaal gehuwd, in 1863 trouwde hij met Johanna Françoise Adolphine Diemer (1843-1895), met wie hij drie of vier kinderen kreeg, en enkele jaren na haar dood, in 1898, met Arnoldina Adriana Diederica Pels Rijcken. De mannelijke nakomelingen uit het eerste huwelijk noemden zich Diemer Kool. Een van de kleinzonen was een bekend tennisser, Arthur Diemer Kool (1896-1959).
Kool was een officier die van 1879 tot 1883 liberaal Tweede Kamerlid was. Hij hield in de Kamer lange redevoeringen over de defensie in eigen land en in Nederlands-Indië. Hij had als militair specialist 'het gehoor' van de Kamer.
Na zijn Kamerlidmaatschap was hij onder andere chef van de generale staf en commandant van het veldleger. In 1898 gaf hij vier maanden lang colleges legerzaken aan koningin Wilhelmina. Deze lessen sloten de opleiding af van de vorstin die nog datzelfde jaar de troon zou bestijgen.
In het laatste jaar van het kabinet-Pierson, in 1901, werd generaal Kool minister van Oorlog. Hij slaagde er toen in korte tijd in alsnog de plannen voor legerhervorming door het parlement te loodsen. Het door hem verdedigde stelsel was zelfs duurder dan het stelsel dat eerder door de Tweede Kamer was verworpen.

## Onderscheidingen
Generaal Kool droeg de volgende onderscheidingen:
- het officierskruis met het cijfer L, versierd met briljanten; tevens een unieke penning (1909)[3]
- Commandeur in de Orde van de Nederlandse Leeuw
- Grootkruis der Orde van Oranje-Nassau
- Grootkruis in de Huisorde van Oranje
- Officier van het Franse Legioen van Eer
- Ridder eerste klasse van de Orde van de Rode Adelaar van Pruisen